# Club de Fútbol Cruz Azul
Maillots
Actualités
Le Club de Fútbol Cruz Azul, plus connu sous le nom de Cruz Azul, est un club de football fondé en 1927 sous le nom Club Deportivo Social y Cultural Cruz Azul et basé à Mexico, capitale du Mexique. 
Le club évolue en Liga MX, la première division mexicaine, dont il a remporté neuf titres.
Ses grands rivaux sont le Club América et les Pumas UNAM. La Máquina dispute également deux clásicos « cementeros » contre les Tigres UANL et CF Pachuca, clubs appartenant aussi à des entreprises spécialisés dans le ciment.

## Histoire

### Origines
Cruz Azul a été fondée sous le nom de Club Deportivo Cruz Azul, le 22 mars 1927. Les fondateurs étaient les ouvriers du producteur de ciment Cemento Cruz Azul. L'équipe jouait dans la ville de Jasso (qui fait désormais partie de la ville industrielle Ciudad Cooperativa Cruz Azul depuis 1954) dans l'État d'Hidalgo. Cemento Cruz Azul était le seul sponsor officiel jusqu'en 1997, et reste un sponsor essentiel de nos jours. Guillermo Álvarez Marcia et Carlos Garcés étaient les principaux initiateur de la création du club qui, fort d'un rapide succès sportif, fut fréquemment conduit à représenter l'État d'Hidalgo dans les tournois amateurs nationaux.
De 1927 à 1960, l'équipe qui était alors amateure, a joué plusieurs fois à Mexico contre les équipes de réserve des équipes professionnelles solidement établies en Première division comme América, Necaxa, CF Atlante, Asturias FC et CD Marte. Cemento Cruz Azul a changé son nom pour Cooperativa Cruz Azul, et en 1960, le succès constant de l'équipe pousse la nouvelle administration de la société de ciment à construire le Stade du 10-Décembre à Jasso, qui est inauguré en 1964. L'équipe entre dans le monde professionnel en intégrant la Segunda División (Deuxième division) pour la saison 1960-1961.

### Apogée du club (années 1970-1990)
En 1963-1964, sous la direction de l'entraîneur hongrois Jorge Marik, l'équipe remporte la Segunda División, gagnant ainsi le droit d'entrer dans l'élite du football mexicain. Une huitième place acquise dès sa première saison en Primera División dépasse les espérances des supporters. Seulement quatre ans après, à l'issue de la saison 1968-1969, Cruz Azul remporte le titre de champion du Mexique avec Raúl Cárdenas comme entraîneur.
La Cruz Azul est le club mexicain le plus en vue des années 70, avec 6 championnats remportés entre 1970 et 1980, quatre d'entre eux sous la direction de Raul Cardenas et les deux derniers avec Ignacio Trelles. Cette série valut au club le surnom de La Máquina (La Machine), qui est encore utilisé aujourd'hui comme surnom de l'équipe parmi d'autres.
Après deux décennies de disette, l'année 1997 apporte au club à le huitième et dernier titre national en date de Cruz Azul (Tournoi Invierno 1997), avec l'entraîneur Luis Fernando Tena. Ce succès a fait de la Cruz Azul la première équipe mexicaine capable de gagner 8 titres en moins de 40 ans.
En avril 2003, après quatre mois sans victoire, le président licencie son entraîneur et tous les joueurs de l'équipe.

## Palmarès
| Compétitions nationales | Compétitions internationales | Autres compétitions                                                               |
| - Championnat du Mexique (9) : - Champion : 1969, Mexico 1970, 1972, 1973, 1974, 1979, 1980, Invierno 1997 et 2021 (C). - Vice-champion : 1970, 1981, 1987, 1989, 1995, Invierno 1999, 2008 (C), 2009 (A), 2010 (A), 2013 (C) et 2018 (A). - Championnat du Mexique de deuxième division (1) : - Champion : 1964. - Coupe du Mexique (4) : - Vainqueur : 1969, 1997, 2013 (C) et 2018 (A). - Finaliste : 1974 et 1988. - Supercoupe du Mexique (2) : - Vainqueur : 1969, 1974. - Finaliste : 1972. - Supercoupe des coupes du Mexique (1) : - Vainqueur : 2019. | - Copa Libertadores : - Finaliste : 2001. - Coupe des champions / Ligue des champions (7) : - Vainqueur : 1969, 1970, 1971, 1996, 1997, 2014 et 2025. - Finaliste : 2009 et 2010. - Leagues Cup (1) : - Vainqueur : 2019. - Campeones Cup : - Finaliste : 2021. | - Copa Pachuca (en) (2) : - Vainqueur : 2002 et 2006. - Finaliste : 2000 et 2005. |

## Joueurs et personnalités du club

### Entraîneurs
Le tableau suivant présente la liste des entraîneurs du club depuis 1964.
| Rang | Nom              | Période               |
| ---- | ---------------- | --------------------- |
| 1    | Jorge Marik      | juin 1964-déc. 1965   |
| 2    | Walter Ormeño    | juil. 1966-oct. 1966  |
| 3    | Raúl Cárdenas    | oct. 1966-juin 1975   |
| 4    | José Moncebáez   | nov. 1975-févr. 1976  |
| 5    | Jorge Marik      | févr. 1976-juil. 1976 |
| 6    | Alfonso Portugal | sept. 1976-nov. 1976  |
| 7    | Ignacio Trelles  | déc. 1976-nov. 1982   |
| 8    | Miguel Marín     | nov. 1982-déc. 1982   |
| 9    | Enrique Meza     | janv. 1983-mai 1983   |
| 10   | Alberto Quintano | sept. 1983-mai 1985   |
| 11   | Héctor Pulido    | août 1986-juin 1988   |
| 12   | Manuel Lapuente  | oct. 1988-déc. 1988   |
| 13   | Mario Velarde    | déc. 1988-juin 1989   |
| 14   | Manuel Lapuente  | juin 1989-juil. 1989  |
| 15   | Mario Velarde    | sept. 1989-mars 1990  |
| 16   | Áxel Bierbaum    | mars 1990-mai 1991    |

| Rang | Nom                    | Période               |
| ---- | ---------------------- | --------------------- |
| 17   | Ignacio Prieto         | sept. 1990-juin 1992  |
| 18   | Nelson Acosta          | août 1992-nov. 1992   |
| 19   | Enrique Meza           | déc. 1992-janv. 1995  |
| 20   | Luis Fernando Tena     | févr. 1995-avr. 1996  |
| 21   | Víctor Manuel Vucetich | août 1996-mars 1997   |
| 22   | Jesús del Muro         | mars 1997-mai 1997    |
| 23   | Luis Fernando Tena     | juil. 1997-mars 2000  |
| 24   | José Luis Trejo        | avr. 2000-déc. 2002   |
| 25   | Mario Carrillo         | janv. 2003-mars 2003  |
| 26   | Enrique Meza           | mars 2003-mars 2004   |
| 27   | Luis Fernando Tena     | mars 2004-oct. 2004   |
| 28   | José Luis Saldívar     | oct. 2004-nov. 2004   |
| 29   | Rubén Omar Romano      | janv. 2005-mai 2005   |
| 30   | Isaac Mizrahi          | juil. 2005-sept. 2005 |
| 31   | Rubén Omar Romano      | sept. 2005-déc. 2005  |
| 32   | Isaac Mizrahi          | janv. 2006-mai 2007   |

| Rang | Nom                | Période              |
| ---- | ------------------ | -------------------- |
| 33   | Sergio Markarián   | juin 2007-juin 2008  |
| 34   | Benjamín Galindo   | juil. 2008-mai 2009  |
| 35   | Robert Siboldi     | mai 2009             |
| 36   | Enrique Meza       | juil. 2009-avr. 2012 |
| 37   | Guillermo Vázquez  | mai 2012-déc. 2013   |
| 38   | Luis Fernando Tena | déc. 2013-mai 2015   |
| 39   | Sergio Bueno       | juin 2015-sept. 2015 |
| 40   | Joaquín Moreno     | sept. 2015-oct. 2015 |
| 41   | Tomás Boy          | oct. 2015-nov. 2016  |
| 42   | Paco Jémez         | nov. 2016-nov. 2017  |
| 43   | Pedro Caixinha     | déc. 2017-sept. 2019 |
| 44   | Robert Siboldi     | sept. 2019-déc. 2020 |
| 45   | Juan Reynoso       | jan. 2021-juil. 2022 |
| 46   | Raúl Gutiérrez     | août 2022-fév. 2023  |
| 47   | Ricardo Ferretti   | fév.2023-août 2023   |

## Stades
- Stade du 10-Décembre (1964-1971)
- Stade Azteca (1971-1996 ; depuis 2018)
- Estadio Azul (1996-2018)